# Ancylolomia nigrifasciata
Ancylolomia nigrifasciata là một loài bướm đêm trong họ Crambidae.